# Freewriting
Freewriting ist eine Methode des Schreibens, bei der die Gedanken bzw. der Bewusstseinsstrom des Schreibenden zu Papier gebracht werden, ohne sie zu reflektieren, zu bewerten oder nach geeigneten Formulierungen zu suchen. Dabei entstehen Textabschnitte, Sätze, Satzfragmente und einzelne Wörter. Die Methode wird in Schreibkursen oder Schreibwerkstätten verwendet, um Schreibblockaden abzubauen, in den Schreibfluss zu kommen oder erste Ideen zu entwickeln. Freewriting wurde unter dieser Bezeichnung in den 1960er Jahren von Ken Macrorie eingeführt und vor allem von dem Anglisten und Schreibdidaktiker Peter Elbow bekannt gemacht.  Es kann dem kreativen Schreiben dienen, wird aber auch bei anderen Schreibformen wie dem wissenschaftlichen Schreiben eingesetzt.

## Methode
Der Schreibende sitzt vor einem leeren Blatt Papier und beginnt möglichst zügig und ohne Unterbrechung zu schreiben. Der Stift wird dabei nicht abgesetzt. Wird die Methode am Computer durchgeführt, soll man nicht aufhören zu tippen. Zusätzlich kann hier weiße Schrift auf weißem Hintergrund eingestellt werden, um das Geschriebene nicht lesen und bewerten zu können. Die Zeitdauer kann vorher festgesetzt werden (meist etwa 5 bis 20 Minuten, wobei Ungeübte eher mit 5 Minuten beginnen sollten). Jeder Einfall wird notiert. Das unterbrechungsfreie Schreiben soll verhindern, dass Reflexionen während der Schreibphase den Schreibfluss blockieren. Peter Elbow formuliert, dass die einzige Bedingung ist, während der festgelegten Zeit nicht mit dem Schreiben aufzuhören; sicher ist dies die wichtigste Bedingung. Bleiben neue Einfälle aus, werden die letzten Worte wiederholt oder der Stift wellenartig über das Papier bewegt, bis sich ein neuer Einfall einstellt.

## Varianten
- Ken Macrorie und Peter Elbow propagieren insbesondere das ziel- und themenlose Schreiben. Bei ihnen dient die Methode dazu, überhaupt erst zu einem Schreibthema zu gelangen. Mit der Weiterentwicklung sind allerdings auch thematische Aspekte wie etwa das Schreiben über besondere Erlebnisse hinzugekommen.

- Roberta Allen beschreibt ein thematisch orientiertes Verfahren. Der Schreibende sitzt dann nicht vor einem leeren Blatt, sondern auf dem Blatt befindet sich ein Stichwort, ein Satz oder ein Bild. Die Ergebnisse des Schreibprozesses werden anschließend überarbeitet und können am Ende in eine Erzählung oder gar in einen Roman münden.

- Gabriele Ricos Methode des Clustering verwendet ebenfalls die Methode des Freewriting. Der Cluster dient dazu, einen Schreibimpuls zu entwickeln. Stellt sich dieser Impuls ein, beginnt der Schreiber unmittelbar mit der Verschriftlichung. Eine zeitliche Begrenzung gibt es nicht.[6]

- Eine Variante, die von den Vertretern des Automatischen Schreibens angewandt wurde, ist das Schreiben mit der Hand, die nicht die Schreibhand ist.
- Judith Wolfsberger schildert die auf Julia Cameron[7] zurückgehende Freewriting-Methode der Morgenseiten, längerer täglicher Freewritings direkt nach dem Aufwachen.[8]

## Wirkung
Peter Elbow, der sich wohl am intensivsten mit Freewriting beschäftigt hat, identifiziert mehrere Vorteile. Das Anfangen mit dem Schreiben fällt beim Freewriting leicht; es ist also eine Methode, Schreibblockaden zu verhindern. Weiterhin soll es Gedanken klären. Drittens geht er davon aus, dass es zur Entwicklung einer eigenen Schreibstimme beiträgt („voice“). Und viertens entwickeln die Schreibenden ein Gefühl von sich selbst als Autoren. Diese Potentiale kann Freewriting entfalten, weil es zwischen den Prozessen des Erschaffens („create“) und Kontrollierens („control“) bzw., wie Elbow auch schreibt, dem Spiel des Glaubens („believing game“) und dem Spiel des Zweifelns („doubting game“) trennt, d. h. sie auf separate Phasen verschiebt. Empirische Untersuchungen konnten entsprechende Auswirkungen nachweisen, wenn auch nicht gänzlich eindeutig.

## Belege
1. ↑  Gerd Bräuer: Schreiben als reflexive Praxis. Tagebuch – Arbeitsjournal – Portfolio. Fillibach, Freiburg i.Br. 2000.
2. ↑  Ken Macrorie: Uptaught. Hayden Book, New York 1970.
3. ↑  Peter Elbow: Writing without teachers. 2. Auflage. New York 1998.
4. ↑  Peter Elbow: Writing without teachers. 2. Auflage. Oxford University Press, Oxford 1998, S. 3.
5. ↑  Eine Anleitung zum Freewriting auf der Website der PH FH Nordwestschweiz. Abgerufen am 29. Juni 2023.
6. ↑  Gabriele Rico: Garantiert schreiben lernen. 13. Auflage. Rowohlt, Reinbek 2002.
7. ↑  Julia Cameron: Von der Kunst des Schreibens und der spielerischen Freude, die Worte fließen zu lassen. Knaur, München 2003.
8. ↑  Judith Wolfsberger: frei geschrieben: Mut, Freiheit und Strategie für wissenschaftliche Abschlussarbeiten. 3. Auflage. Böhlau utb, Wien 2010, ISBN 978-3-205-78654-2, S. 74–75.
9. ↑  Peter Elbow: Everyone can write: Essays toward a hopeful theory of writing and teaching writing. Oxford University Press, Oxford 2000, ISBN 0-19-510416-1, S. 86–92.
10. ↑  Peter Elbow: Everyone can write: Essays toward a hopeful theory of writing and teaching writing. Oxford University Press, Oxford 2000, ISBN 0-19-510416-1, S. 76–80.
11. ↑  Elizabeth M. Somerville, Phyllis Creme: ‘Asking pompeii questions’: A co-operative approach to writing in the disciplines. In: Teaching in Higher Education. Band 10, Nr. 1, 2005, S. 17–28.